# 扬塔尔内
扬塔尔内（羅馬化：Yantarnyy）是俄罗斯加里宁格勒州的市级镇，属州辖市级镇，行政地位与区相当。该镇位于加里宁格勒州西部加里宁格勒半岛上，西临格但斯克湾，在州府加里宁格勒西北方。

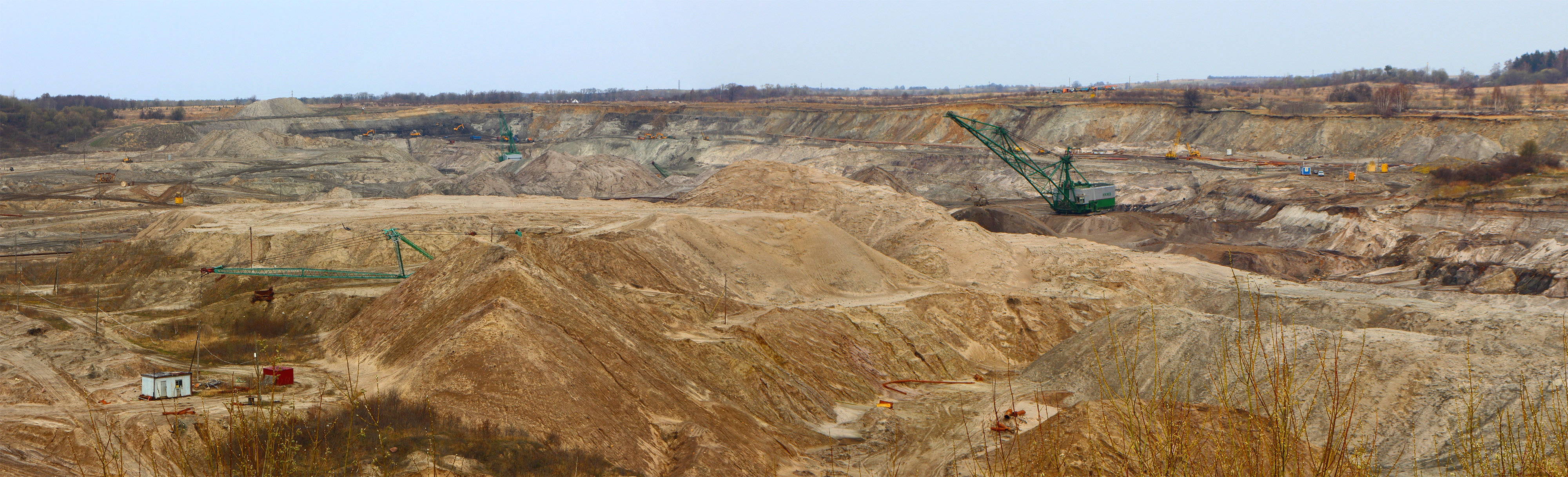
扬塔尔内的琥珀矿床

镇名意为“琥珀”，琥珀业为该镇主要产业，加里宁格勒琥珀联合工厂（Калининградский янтарный комбинат）即在该镇开采、加工琥珀。加里宁格勒州以琥珀而闻名，扬塔尔内所在海岸地区因盛产琥珀被称为“琥珀海岸”，世界上最大的琥珀矿床就位于该镇附近。2021年人口有5,627人；2010年人口5,524；2002年人口5,455；1989年人口4,948。